# Država
Država je organizirana društvena zajednica ujedinjena pod zajedničkim političkim sustavom. Države mogu biti suverene ili mogu biti članovi savezne države, odnosno federacije u kojoj je savezna država nositelj suverenosti. Vlade konstitutivnih država u federaciji mogu imati ovlasti neovisno o federalnoj vlasti. Često su te države postojale prije udruživanja u federaciju.
U hrvatskom jeziku, riječi "država" i "zemlja" često imaju istovjetno značenje.

## O državi
Članak 1. Montevidejske konvencije o pravima i dužnostima država iz 1933. godine navodi općeprihvaćene pravne kriterije za državu: 
"Država, kao osoba prema međunarodnom pravu, mora imati sljedeće osobine: (a) stalno stanovništvo; (b) definirani teritorij; (c) vlast; i (d) sposobnost da stvara odnose s drugim državama." (Montevidejska konvencija je regionalna američka konvencija, ali načela iz ovog članka prihvaćena su posvuda kao precizan izričaj običajnog međunarodnog prava.) Ipak, neki se pitaju jesu li ti kriteriji dovoljni.
Veliko pitanje je sukob između dvije teorije o priznavanju država: konstitutivne i deklarativne. Konstitutivna teorija kaže da država postoji samo ako je priznaju druge države. 
S druge strane, deklarativna teorija kaže da postojanje neke države ne ovisi o njezinu priznavanju od drugih država. Koja teorija je ispravna? To je i danas kontroverzno pitanje u međunarodnom pravu. Praktičan primjer je urušavanje središnje vlasti u Somaliji početkom 1990-ih godina: prema Konvenciji iz Montevidea, u tom slučaju država Somalija više ne postoji, a pritom stvorena republika Somaliland (koja sadrži jedan dio "bivše" Somalije) mogla bi ispunjavati kriterije za državnost. Međutim, tu samoproglašenu republiku nisu priznale druge države.
Drugo kontroverzno pitanje u političkoj filozofiji jest pitanje nastanka i osnovnih osobina države. Max Weber i Norbert Elias definirali su državu kao ustanovu koja ima monopol na legitimno nasilje u određenom zemljopisnom području. Jedna od temeljnih osobina države je reguliranje vlasničkih prava, investicija, trgovine i tržišta roba (hrane, goriva itd.), pri čemu država obično koristi vlastitu valutu. Iako države sve više prenose te ovlasti na trgovinske saveze kao što su npr. NAFTA i Europska unija, to je uvijek kontroverzna odluka koja otvara pitanje jesu li ti savezi zapravo samo veće države. Disciplina političke ekonomije detaljnije izučava ta pitanja.
Činjenica je da mnoge države u određenoj mjeri ovise o moćnijim državama i/ili dragovoljno ulaze u veće političke sile, kao što su Ujedinjeni narodi, Europska unija, Svjetska trgovinska organizacija i druge međunarodne organizacije. Iako se mnoge države tako praktički stavljaju u podređen položaj, njihov je položaj u odnosu na međunarodne organizacije ili moćnije države ipak mnogo jači nego položaj državnih podjedinica u odnosu na državu. 
U zadnje vrijeme sve više raste moć iznaddržavnih ustanova. Zato mnogi ljudi (pogotovo oni koji zastupaju konstitutivnu teoriju međunarodnog prava) odbacuju pojam suvereniteta kao nešto zastarjelo i gledaju na državu samo kao na jedinicu političke podjele svijeta.

## Državni organi
- zakonodavna vlast – obično je to parlament, ali često i vlade i predsjednici država imaju pravo donositi odluke i ukaze sa zakonodavnom težinom
- sudska vlast – sudovi, od lokalnih do državnih, najviše sudsko tijelo u državi je Vrhovni sud (Ustavni sud je dio sudskog sustava, ali ne spada u hijerarhiju), brinu se za provođenje zakona
- izvršna vlast – vlada, na čelu s predsjednikom vlade (premijerom), brine za vođenje države, članovi vlade su ministri, tipično svaka država ima ministarstva policije, obrane (vojske), gospodarstva, vanjskih poslova

## Tipovi državnih uređenja
- despotizam ili despocija - vladavina jedne osobe - despota
- tiranija
- diktatura
- monarhija (donosi zakone, vlada jedna osoba - monarh)
  - ustavna monarhija (vladavina monarha ograničena Ustavom države)
- republika
- komunizam
- socijalizam
- parlamentarna demokracija
- fundamentalizam
- fašizam

## Udruživanje država
Države se mogu udruživati u saveze (federacije), s većom ili manjom autonomijom članica. Primjeri su:
- Sjedinjene Američke Države
- Sovjetski Savez
- Socijalistička Federativna Republika Jugoslavija
- Čehoslovačka

Poslije 1990. godine zadnje tri navedene federacije su se raspale.